# Neukirchen, Nordfriesland
Neukirchen (tiếng Đan Mạch: Nykirke, North Frisian Naischöspel) là một đô thị thuộc huyện Nordfriesland, bang Schleswig-Holstein, Đức.